# Yarkaya, Sarıkamış
Yarkaya là một xã thuộc huyện Sarıkamış, tỉnh Kars, Thổ Nhĩ Kỳ. Dân số thời điểm năm 2010 là 91 người.